# Tetracameralismo
Tetracameralismo é a prática política em que a legislatura é dividida em quatro câmaras, atualmente nenhuma nação utiliza o modelo tetracameral. A última nação a utilizar esse modelo foi a Finlândia durante a Dieta da Finlândia entre 1869 e 1906, que era composta por:
- Nobreza: 201 lugares; os chefes de famílias nobres tinham o direito de sentar-se pessoalmente ou nomear um membro da família como um representante.
- Clero: 40 lugares; padres incluídos, o pessoal da universidade e outros professores seniores que elegiam os seus representantes.
- Burguesia: 30–70 lugares; estes eram os representantes das pessoas que viviam nas cidades, somente os homens com a riqueza tributável eram elegíveis para votar. O número de assentos aumentou quando a população das cidades cresceu.
- Camponeses: 70 lugares; eleitos por eleição indireta em que apenas os camponeses que possuíssem a sua própria terra (4,5% da população rural no início de 1900) poderiam votar.

Contrasta com o unicameralismo e o bicameralismo, que são muito mais comuns, e o tricameralismo, que é raramente usado.
As "assembleias deliberativas medievais escandinavas" eram tradicionalmente tetracamerais, composto pelos quatro estados:
- Nobreza
- Clero
- Burguesia
- Camponeses

O Eduskunta ou Riksdagen da Finlândia é desde 1906 um parlamento unicameral e o Riksdag da Suécia é unicameral desde 1865.